# 1967 en chimie
Cet article présente les faits marquants de l'année 1967 en chimie.

## Évènements
- Synthèse du Dubnium (Db), élément chimique de numéro atomique 105 par l'Institut unifié de recherches nucléaires (JINR), par l'équipe de Gueorgui Fliorov, en Russie[1].
- Création de l'Académie internationale des sciences moléculaires quantiques à Menton[2], par Raymond Daudel, Per-Olov Löwdin, Robert G. Parr, John Pople et Bernard Pullman[3].
- A. Hugo T. Theorell devient président de l'Union internationale de biochimie jusqu'en 1973[4].
- 3 novembre : leçon inaugurale de Jacques Monod au Collège de France, à la chaire de biologie moléculaire[5].

## Prix
- Prix Nobel de chimie : Manfred Eigen, Ronald George Wreyford Norrish et George Porter pour leurs études des réactions chimiques extrêmement rapides effectuées en perturbant l'équilibre au moyen de très courtes impulsions d'énergie[6].
- Prix Procter & Gamble : Stanley G. Mason[7]
- Prix Anselme-Payen : Roy Whistler[8]
- Médaille Garvan-Olin : Marjorie J. Vold[9]
- Prix Ernest-Guenther : George A. Sim[10]
- ACS Award in Pure Chemistry : John D. Baldeschwieler[11]
- Prix Irving-Langmuir : John C. Slater[12]
- Médaille Priestley : Ralph Connor[13],[14]
- Médaille Davy : Vladimir Prelog en reconnaissance de son travail remarquable dans le développement de concepts stéréochimiques et sur la structure des alcaloïdes et des antibiotiques[15],[16].
- Claude S. Hudson Award in Carbohydrate Chemistry : W. Z. Hassid[17]
- Médaille William-H.-Nichols : Karl August Folkers[18]

## Décès
- 27 mars : Jaroslav Heyrovský (né en 1890), physicien et chimiste tchèque, prix Nobel de chimie en 1959.
- 22 mai : Alexis Balandine (né en 1898), professeur de chimie russe.
- 1er août : Richard Kuhn (né en 1900), biochimiste autrichien-allemand.
- 9 octobre: Cyril Norman Hinshelwood (né en 1897), physicien chimiste anglais, prix Nobel de chimie en 1956.
- 21 octobre[19] : Ejnar Hertzsprung (né en 1873), chimiste et astronome danois.
- 5 novembre : Erling Johnson (né en 1893), chimiste norvégien.
- 20 novembre[20] : Kazimierz Funk (né en 1884), biochimiste polonais.